# Elias Canetti
Elias Canetti (bulgarisch Елиас Канети; geboren am 25. Juli 1905 in Russe, Fürstentum Bulgarien; gestorben am 14. August 1994 in Zürich) war ein bulgarisch-britischer Schriftsteller und Aphoristiker deutscher Sprache und Literaturnobelpreisträger 1981.

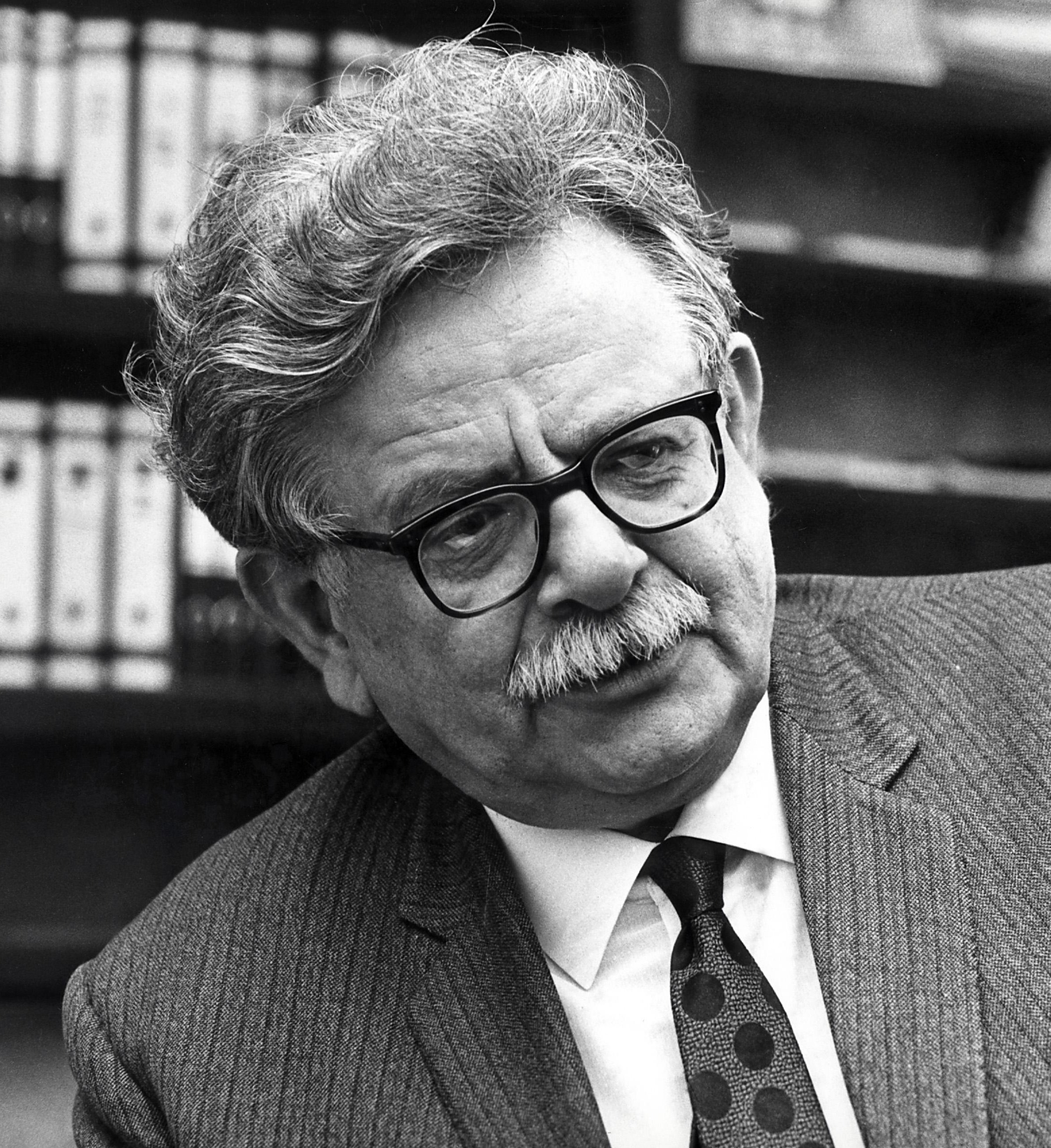
Elias Canetti

Als Schriftsteller ist Canetti nicht leicht in Kategorien oder literarische Strömungen einzuordnen. Sein Werk ist außerordentlich vielseitig, schon was die verwendeten literarischen Gattungen betrifft. Neben dem Roman Die Blendung hat er unter anderem drei Dramen veröffentlicht, eine anthropologische Studie (Masse und Macht), aphoristische Aufzeichnungen und eine mehrbändige Autobiografie.
Thematisch ist Canettis Werk recht homogen. Er versuchte alle Auswirkungen zu erforschen, welche die Erkenntnis der Unausweichlichkeit des Todes für das Leben des Menschen hat. Daher stammt sein Interesse für die verschiedenen Religionen und Glaubensformen. Sein Interesse an Massenphänomenen und Erscheinungsformen der Macht, insbesondere an der Pathogenese des Führerkults, entstand im Kontakt mit den Massenbewegungen der 1920er Jahre. Bei aller Skepsis war Canetti jedoch nicht von pessimistischer Grundhaltung geprägt, vielmehr sah er es als den Beruf des Dichters (so der Titel eines Essays von 1976), Raum für „Hoffnung“ und Wege aus dem „Chaos“ zu schaffen.
Da er zögerlich veröffentlichte, wurde er, besonders im deutschen Sprachraum, nur allmählich einer größeren Öffentlichkeit bekannt. Erst ab Mitte der 1960er Jahre empfing er zahlreiche Preise und Auszeichnungen.

## Leben
Canetti war der älteste Sohn einer wohlhabenden sephardisch-jüdischen Kaufmannsfamilie – er verwendete für die Sephardim den Ausdruck „Spaniolen“. Seine ersten Lebensjahre verbrachte er in Bulgarien und England. Seine Brüder waren der Musikproduzent Jacques Canetti und der Mediziner Georges Canetti. Nach dem frühen Tod des Vaters im Jahr 1912 siedelte die Familie nach Wien um (siehe Pratercottage). 1916 zogen Mutter, Geschwister und Elias Canetti wegen des österreichischen Kriegspatriotismus in die neutrale Schweiz, wo Canetti von 1917 bis 1921 das Realgymnasium Rämibühl in Zürich besuchte. Canettis Eltern hatten in Wien Kunst und Literatur studiert und ihre Liebe zur deutschen Kultur an ihren Sohn weitergegeben. Allerdings brachten sie ihm kein Deutsch bei, weil sie es nutzten, um miteinander zu kommunizieren, wenn sie nicht wollten, dass er verstand, was sie sagten. Erst mit zwölf Jahren erlernte er die deutsche Sprache, die nach seinem Bekenntnis in „Provinz des Menschen“ seine eigentliche Heimat blieb: Die Sprache meines Geistes wird die deutsche bleiben, und zwar weil ich Jude bin. Was von dem auf jede Weise verheerten Land übrig bleibt, will ich als Jude in mir behüten. Auch ihr Schicksal ist meines; aber ich bringe noch ein allgemein menschliches Erbteil mit. Ich will ihrer Sprache zurückgeben, was ich ihr schulde. Ich will dazu beitragen, daß man ihnen für etwas Dank hat. 1921 zog Canetti mit der Mutter und den beiden Brüdern nach Deutschland und machte 1923 sein Abitur am Wöhler-Realgymnasium in Frankfurt am Main.
Ab 1924 lebte er wieder in Wien. 1925 beschäftigte er sich das erste Mal mit dem sozialpsychologischen Phänomen der „Masse“, das er sein Leben lang erforschte. 1928 arbeitete er während der Semesterferien in Berlin als Übersetzer bei Wieland Herzfelde für dessen Malik-Verlag. Nach seiner Promotion in Chemie ein Jahr später nahm er diese Tätigkeit wieder auf. Ab 1930 konzipierte er einen achtbändigen Romanzyklus, dessen erstes Werk – Die Blendung – er 1931 beendete.
1938 zwang ihn der „Anschluss Österreichs“ an das nationalsozialistische Deutsche Reich, mit seiner Frau Veza nach London zu emigrieren, wo er nach dem Krieg blieb und die britische Staatsbürgerschaft erwarb. In den 1970er Jahren lebte er zunehmend, in den 1980er Jahren bald ausschließlich in der Schweiz. Canetti starb 1994 in Zürich.

### Kindheit und Jugend
Elias Salomon Canetti wurde am 25. Juli 1905 in Russe in Bulgarien geboren. Seine Eltern Jacques Elias Canetti  (1881–1912) und Mathilde (Masal) Canetti (Arditti) (1886–1937) entstammten zwei wohlhabenden spaniolisch-jüdischen Kaufmannsfamilien, die über das Osmanische Reich nach Bulgarien gekommen waren. Canetti und seine Eltern hatten die osmanische Staatsbürgerschaft. Als sich 1911 die Möglichkeit ergab, sich bei einem in England tätigen Verwandten geschäftlich zu beteiligen, nutzte die Familie die Gelegenheit, nach Manchester zu ziehen. Die insgesamt nur sechs Jahre, die Canetti in Bulgarien verbrachte, hat er später im ersten Band seiner Lebensgeschichte, Die gerettete Zunge, eindrücklich beschrieben. In der folgenden Arbeit macht Canetti jedoch einen wichtigen Hinweis auf ein Ereignis, das sich in Bulgarien zugetragen hat: „Canetti erkrankte als Kind an Masern und verlor für einige Tage sein Sehvermögen. Seither verfolgte ihn ein obsessiver Gedanke an die Blindheit“, ein Umstand, der mehrfach Niederschlag in seinem literarischen Schaffen fand.
Auch in England blieb Canetti zunächst nicht lange, denn im Oktober 1912 starb völlig überraschend der noch ganz junge und scheinbar kerngesunde Vater, möglicherweise an einem Herzinfarkt – eine Erfahrung, die sicher wesentlichen Einfluss auf Canettis spätere Beschäftigung mit dem Tode haben sollte. Die Mutter entschloss sich daraufhin, mit Elias und seinen beiden jüngeren Brüdern nach Wien zu ziehen. Erst jetzt erhielt Elias, dessen erste Sprache das judenspanische Ladino war und der in England Englisch und etwas Französisch gelernt hatte, in einer Art pädagogischer Rosskur Deutschunterricht von der Mutter.
Teils wegen des ausgebrochenen Ersten Weltkrieges, teils wegen einer andauernden Krankheit der Mutter wechselte die Familie in den folgenden Jahren noch mehrfach den Wohnsitz, und Canetti lebte jeweils einige Jahre in Zürich (1916–1921) und in Frankfurt am Main (1921–1924), wo er an der Wöhlerschule das Abitur ablegte (→ Frankfurt am Main in der Literatur. Elias Canetti Inflation und Ohnmacht).
In den Jahren nach dem Tod des geliebten Vaters entwickelte Canetti eine sehr enge, eifersüchtige Beziehung zur Mutter, einer sehr stolzen und selbständigen Frau mit leidenschaftlichem Interesse für Theater und Literatur. Mit den Leseabenden, bei denen Mutter und Sohn gemeinsam klassische Dramen lasen, gab sie dem Wunsch Canettis, später selbst Dichter zu werden, lange Zeit Nahrung. Später sah sie diese Entwicklung zunehmend mit Besorgnis und suchte den Sohn zu einem praktischen Beruf zu drängen. Der Umzug aus der idyllischen Schweiz ins inflationsgebeutelte Deutschland war ihr Versuch, Elias auf den Boden der Tatsachen zurückzubringen. Diese Strategie war aber nicht erfolgreich: Elias entfremdete sich in den 1920er Jahren zunehmend von der Mutter und brach schließlich ganz mit ihr.

### Wien (1912–1916, 1924–1938)
Canetti lebte 1912–1916 mit seiner Mutter und seinen Brüdern in Wien, im Pratercottage, am Rand ausgedehnter Grünanlagen. Dann zog man wegen des Krieges in die Schweiz. Während Canettis Mutter und Brüder sich nach dem Aufenthalt in Frankfurt am Main in Frankreich niederließen, zog er 1924 wieder nach Wien und studierte dort Chemie, allerdings ohne echtes Interesse für das Fach (Promotion 1929). Nebenher ging er seinen eigentlichen Interessen nach, die literarische Dinge und ein breites Spektrum an philosophischen Themen betrafen. Gleich 1924 lernte Canetti seine spätere Freundin (und ab 1934 Ehefrau) Veza Taubner kennen, die seine Leidenschaft für Literatur teilte (und später eine eigene schriftstellerische Tätigkeit begann) und Canetti in seinen hochfliegenden schriftstellerischen Plänen ermutigte. Diese beschränkten sich für die Zeit seines Studiums jedoch lediglich auf Absichtserklärungen und Fingerübungen.
Canetti besuchte vier Jahre lang die Vorlesungen des Kritikers und Satirikers Karl Kraus, den er (wie viele seiner Zeitgenossen) zu dieser Zeit geradezu fanatisch verehrte. In der Folge distanzierte sich Canetti jedoch von Kraus, da er erkannte, dass dieser sich zu sehr von dessen intellektueller Autorität beeinflussen ließ und dass er, wenn er eine eigenständige Subjektivität entwickeln wollte, sein bisheriges Idol „stürzen“ musste.  Außerdem sammelte er Material für sein Projekt einer Studie über das Phänomen der Masse, das ihm von Wissenschaftlern wie Gustave Le Bon oder Sigmund Freud nicht hinreichend erfasst zu sein schien. Persönliche Erlebnisse wie Demonstrationen in Frankfurt (bei der Ermordung Walther Rathenaus 1922) und vor allem beim Wiener Justizpalastbrand (1927) bestärkten ihn in dieser Absicht.
Canetti weitete allmählich seinen Bekanntenkreis aus, wobei er jedoch politisch wie literarisch konservative Kreise eher mied. Er hatte Kontakt zu Vertretern der politischen Linken (Ernst Fischer, Ruth von Mayenburg), mit der er sympathisierte, ohne sich aber politisch engagieren zu wollen. 1927 verliebte er sich in die ungarische Dichterin Ibby Gordon, die Anfang 1928 nach Berlin ging. Auf ihre Einladung verbrachte Canetti (ohne Veza) den Sommer 1928 in Berlin, wo er für den Malik-Verlag arbeitete. Dieser Aufenthalt wurde ihm sehr wichtig, denn er brachte ihn in Kontakt mit der dortigen Künstler-Szene, namentlich mit John Heartfield, Wieland Herzfelde, George Grosz, Bertolt Brecht, außerdem mit Isaak Babel und dem Schauspieler Ludwig Hardt. Der Vergleich zwischen dem gemütlichen Wien und dem „Irrenhaus“ Berlin regte ihn zu seinem Roman Die Blendung an, den er 1930/31 schrieb. Ein Jahr darauf entstand das Drama Hochzeit, ein weiteres Jahr später Die Komödie der Eitelkeit. Alle drei Werke blieben zunächst unveröffentlicht, aber durch Lesungen aus dem Roman und den Dramen lernte Canetti zahlreiche Künstler und Intellektuelle kennen, darunter den Bildhauer Fritz Wotruba, der einer seiner engsten Freunde wurde, die Künstlerin Anna Mahler (in die Canetti sich unglücklich verliebte), den Gelehrten Abraham Sonne („Dr. Sonne“, später Avraham Ben Yitzhak), den Schriftsteller Hermann Broch, den Komponisten Alban Berg, den Dirigenten Hermann Scherchen und den Schriftsteller Robert Musil. Seine zunehmende Bekanntheit ermöglichte es Canetti schließlich sogar, Die Blendung zu veröffentlichen, doch seine weitere schriftstellerische Laufbahn (wie auch die seiner Frau) konnte im zunehmend judenfeindlichen Klima der dreißiger Jahre nicht vorankommen, und nach dem „Anschluss“ Österreichs ans nationalsozialistische Deutschland 1938 suchte das staatenlose Ehepaar nach einer Ausreisemöglichkeit.

### London (1939–1971)
Die Canettis emigrierten zur Jahreswende 1938/1939 über Frankreich nach England, wo sie sich unter häufig wechselnden Adressen in oder bei London niederließen, jahrelang meist in getrennten Wohnungen. Sie hatten bereits in Wien keine besonders bürgerlich-konventionelle Ehe geführt. Ihre Beziehung zueinander war zugleich eng und distanziert, eine Mischung aus Ehegemeinschaft und Freundschaft. Veza sorgte durch Auftragsarbeiten nicht nur für einen großen Teil des insgesamt sehr spärlichen Einkommens, sondern verstand sich zudem als Förderin des Werkes ihres Mannes, den sie zur Arbeit anhielt. Canetti – selbst ausgesprochen eifersüchtig – unterhielt noch zu anderen Frauen gleichzeitige und langjährige Beziehungen, und Veza Canetti wusste über diese „Nebenfrauen“ durchaus Bescheid: die Schriftstellerin Frieda Benedikt (Pseudonym Anna Sebastian), die Canetti noch von Wien kannte, und die Malerin Marie-Louise von Motesiczky, die er finanziell ausnutzte und ansonsten hinhielt. Auch aus der Bekanntschaft mit der Schriftstellerin und Professorin Iris Murdoch entwickelte sich eine mehrjährige Affäre, die Canetti im 2003 beim Hanser Verlag erschienenen Buch Party im Blitz: Die englischen Jahre beschrieb. Diese Beziehungen des verheirateten Canetti waren durchaus schwierig und von seiner Seite von großer Eifersucht gekennzeichnet. Marie-Louise von Motesiczky malte ihn einmal als Ratte, Iris Murdoch nannte ihn den „Zauberer“.
Nach dem Umzug nach England konzentrierte Canetti sich ganz auf die Recherchen zu seinem lange geplanten Buch über die Masse und veröffentlichte zwanzig Jahre lang praktisch keine neuen Werke. Lediglich Die Blendung erschien 1946 in einer viel beachteten englischen Übersetzung, die im Zusammenspiel mit seiner schillernden Persönlichkeit und seiner allgemeinen Neugier auf Menschen dazu führte, dass er in den Londoner Intellektuellen- und Künstler-Kreisen zu einer Bekanntheit wurde. Canetti verkehrte mit anderen deutschsprachigen Exilanten wie Franz Baermann Steiner, Hans Günther Adler und Erich Fried, wie auch mit britischen Gelehrten und Künstlern, unter anderem Bertrand Russell, Dylan Thomas und Arthur Waley. Er lebte sich also vergleichsweise rasch in England ein, was sicherlich auch darauf zurückzuführen ist, dass er (wie auch seine Frau Veza) gut Englisch sprach. Canetti blieb, anders als viele Emigranten, auch nach Kriegsende in England. 1952 erwarb er die britische Staatsbürgerschaft.
Bis auf seine mitunter spannungsreichen persönlichen Beziehungen verbrachte Canetti ein äußerlich ruhiges Leben. Er unternahm gelegentlich Reisen in Großbritannien und im sonstigen Europa (Provence, Italien, Griechenland), nur eine dreiwöchige Reise nach Marrakesch (über die er später einen Band mit Reiseaufzeichnungen veröffentlichte) führte ihn 1954 ins außereuropäische Ausland. Wichtiger als solche Reisen waren für ihn stets die Begegnungen mit fremden Kulturen über Bücher, sei es in Form von Mythen- und Märchensammlungen oder von Reisebeschreibungen. Canettis umfangreiche Lektüren beschränkten sich jedoch keineswegs nur auf diese Gebiete.
Das Manuskript seines philosophischen Hauptwerkes Masse und Macht war in den 1950er Jahren schon weit fortgeschritten, doch Canetti zögerte noch mit der Publikation. Er befasste sich wieder mit einigen literarischen Projekten, von denen aber nur das 1956 mit mäßigem Erfolg aufgeführte Drama Die Befristeten abgeschlossen wurde. Als 1960 Masse und Macht endlich in einem deutschen Verlag erschien, war Canetti enttäuscht von der eher geringen Resonanz, die das Buch hervorrief. Der literarischen Öffentlichkeit wurde Canetti nur ganz allmählich bekannt, auch nachdem der Münchner Hanser-Verlag ab 1963 nicht nur die frühen Wiener Werke ins Programm nahm, sondern auch jüngere Arbeiten. Doch die regelmäßigen Neuerscheinungen führten dazu, dass Canetti in den 1960er und 1970er Jahren in der Öffentlichkeit präsenter wurde: durch Lesungen und Interviews, durch Aufführungen seiner Stücke und durch die Auszeichnung mit Literaturpreisen (siehe Abschnitt Preise und Auszeichnungen).
Die Freude über den langsam zunehmenden Erfolg wurde Canetti jedoch durch den Tod seiner Frau Veza im Mai 1963 erheblich getrübt – eine weitere Erfahrung des Todes im nächsten Bekannten- und Familienkreis, nachdem bereits 1912 der Vater, 1937 die Mutter und 1953 Frieda Benedikt gestorben waren. Acht Jahre später, 1971, starb auch Canettis geliebter Bruder Georges Canetti an einer langjährigen Lungenkrankheit.

### Zürich (1972–1994)
In den 1960er Jahren entwickelte sich aus der Bekanntschaft Canettis mit der in Zürich arbeitenden Kunstrestauratorin Hera Buschor (* 1933, † 1988) eine Liebesbeziehung. Canetti hielt sich deswegen recht häufig in Zürich auf, und nachdem die beiden 1971 geheiratet hatten und ein Jahr später Canettis einziges Kind Johanna geboren worden war, übersiedelte Canetti zu seiner Familie nach Zürich, in die Stadt, die er seit seinen Schweizer Jugendjahren besonders ins Herz geschlossen hatte. Er behielt zwar sowohl die Wohnung in London-Hampstead (Thurlow Road 8) wie auch seine britische Staatsbürgerschaft, zog sich aber nur noch gelegentlich zum Arbeiten dorthin zurück.
Diese Arbeit bestand, neben den weiterhin geführten Aufzeichnungen, überwiegend aus seiner Lebensgeschichte. Schon seit vielen Jahren fühlte sich Canetti mehr und mehr zur Gattung der Autobiografie hingezogen, und nach Überwindung einiger Bedenken bezüglich der Relevanz eines solchen Unternehmens begann er mit der Arbeit am ersten Band über seine Kindheit und Jugend bis 1921, Die gerettete Zunge. Darin klingt ein Motiv an, das Canetti wiederholt aufgreift:

„Wenn ich an die frühen Jahre denke, erkenne ich zuallererst ihre Ängste, an denen sie unerschöpflich reich waren. Viele finde ich erst jetzt, andere, die ich nie finden werde, müssen das Geheimnis sein, das mir Lust auf ein unendliches Leben macht.“

Andere Projekte wie die Fortsetzung der Studie der Masse oder sein Buch gegen den Tod traten dabei in den Hintergrund. Canetti, der sich sehr häufig mit seiner schriftstellerischen Produktion unzufrieden zeigte, dachte wohl nicht mehr, sie noch realisieren zu können.
In der Schweiz lebte Canetti viel zurückgezogener als zuvor. Das lag zu einem guten Teil am glücklichen Familienleben, das er führte und das frei von den Spannungen seiner früheren Liebesbeziehungen war. Aber auch der Publikumserfolg seiner 1977 erscheinenden Autobiografie, so erfreulich er natürlich für Canetti war, legte ihm einen solchen Rückzug nahe. Als er 1981 für sein schriftstellerisches Werk mit dem Nobelpreis für Literatur ausgezeichnet wurde, entschloss er sich, auch keine Interviews mehr zu geben und keine Lesungen mehr zu halten. Canettis Familienidyll wurde jedoch empfindlich gestört, als seine viel jüngere Frau Hera an Krebs erkrankte, dem sie schließlich 1988 erlag.

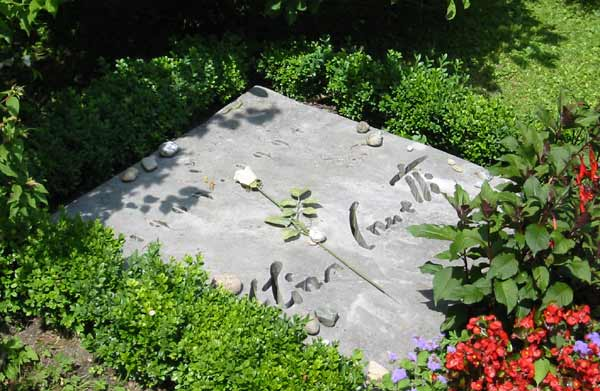
Canettis Grab in Zürich

Elias Canetti starb 1994 im Alter von 89 Jahren in Zürich und wurde dort auf dem Friedhof Fluntern beigesetzt. Denn er suchte sich „als ewigen Nachbarn den wichtigsten Unsterblichen, den Zürich, die Stadt, in der er seine letzten Lebensjahre verbracht hat, zu bieten hatte: James Joyce“.
Sein Nachlass befindet sich auf seinen Wunsch hin in der Zentralbibliothek Zürich. Der größte Teil dieses Nachlasses (Entwürfe, Aufzeichnungen, die etwa 20.000 Bände umfassende Bibliothek) steht der Forschung zur Verfügung, doch einen bestimmten „privaten“ Teil (Canettis Tagebuch, große Teile der Briefkorrespondenz) hat Canetti für 30 Jahre nach seinem Tod gesperrt – dieser darf also erst ab 2024 eingesehen werden.

## Persönlichkeit
Canettis Autobiografien und die Berichte seiner Besucher – wie Hans Bender oder Manfred Durzak – trugen maßgeblich dazu bei, in Canetti „nur“ den weisen, gastfreundlichen Literaturasketen und Büchermenschen zu sehen. Erst den aktuellen Biographien sowie den nachgelassenen Bänden seiner veröffentlichten Briefwechsel ist es zu verdanken, dass sich dieses stilisierte Bild relativiert. Canetti – so scheint es – war nicht nur ein Forscher der Macht, sondern ein Macht-Wollender. Er galt – wie dies unter anderem seinen Briefen zu entnehmen ist – als schwieriger, eitler und jähzorniger Mann, gleichzeitig als egoistischer Frauenschwarm, der mit Geld nicht umgehen konnte.
Seine autobiografischen Werke – sofern sie überhaupt ein „ungefärbtes“ Bild seines Lebens zeigen – leben unter anderem von seinen Begegnungen mit einer Vielzahl bedeutender Persönlichkeiten und seiner Fähigkeit, Menschen durch Reduktion auf charakteristische, ungewöhnliche Details und Angewohnheiten zu beschreiben (vielmehr: nach seinem Gusto zu interpretieren). Alma Mahler-Werfel, die Mutter der von ihm verehrten Anna Mahler, beispielsweise bezeichnete er in seiner Autobiografie Das Augenspiel als „zerflossene Alte auf dem Sofa“, als „strotzende Witwe“, die die Trophäen ihres Lebens um sich versammelt habe. Im Porträt, das Oskar Kokoschka von seiner einstmaligen Geliebten gemalt hatte, sah er „die Mörderin des Komponisten Gustav Mahler“.
Einige dieser Porträts wurden als verletzende Bloßstellungen empfunden, etwa die vernichtenden Passagen über Canettis ehemalige Geliebte Iris Murdoch in Party im Blitz, dem posthum erschienenen Band über seine Londoner Jahre. Viele seiner Zeitgenossen berichten von Gelegenheiten, bei denen sich Canetti anderen gegenüber bösartig oder herzlos verhalten habe. Hilde Spiel nannte ihn eine „wirkliche Giftspritze“, der Ökonom Eduard März zeigte sich erschüttert von Canettis Tendenz zur Verhöhnung harmloser Zeitgenossen und der Literaturkritiker (und spätere Ehemann Murdochs) John Bayley beschrieb Canettis Rolle in der Londoner Intellektuellenszene satirisch als „the godmonster of Hampstead“. Dennoch galt Canetti den meisten, die ihn kannten, als geistreicher und witziger Unterhalter, dessen Persönlichkeit (und kleine Statur) nachhaltig in Erinnerung blieb.

## Schriftstellerisches Schaffen
Canettis Werk fand erst spät Beachtung; die jüngsten Biographien geben Auskunft darüber, wie sehr sich seine mittleren Lebensjahrzehnte in ziemlicher Armut, Unsicherheit und Zukunftsangst abspielten. Er darf als exzentrisch gelten: Sein Leben war der Literatur geweiht; einem Brotberuf ging Canetti nicht nach. Er verfasste drei Dramen, den Roman Die Blendung, für den er 1981 den Nobelpreis erhielt und von dem er sich im Alter distanzierte, Essays und Reiseberichte, Tagebücher, Charakterminiaturen und Abertausende von Aufzeichnungen, welche heute von vielen Kritikern als der „bleibende“ Teil seines Gesamtwerkes erachtet werden. Canetti begann außerdem damit, einen mehrteiligen Autobiografie-Zyklus zu veröffentlichen. Der Zyklus beginnt mit der Geretteten Zunge, darauf folgten Die Fackel im Ohr und später Das Augenspiel. Canetti konnte die Reihe vor seinem Tod nicht vervollständigen, hat aber detaillierte Angaben über die Verwendung und Herausgabe seines Nachlasses hinterlegt. So erschien mittlerweile Party im Blitz. Die englischen Jahre als Fortsetzung der Lebensgeschichte, das sich jedoch durch seine Unfertigkeit formal und strukturell stark von den ersten drei Bänden abhebt – dem wurde durch den Bruch in der Titelreihenfolge Rechnung getragen.
Neben den Aufzeichnungen ist sein philosophisches Werk Masse und Macht hervorzuheben. Es ist nicht als streng soziologische Studie zu verstehen, sondern enthält viele Elemente der Anthropologie und Psychologie, Methoden der Ethnologie und Einsprengsel aus der Zoologie. In dem Werk geht Canetti einem Thema nach, das ihn 30 Jahre lang beschäftigte, seitdem er 1922 eine Demonstration anlässlich der Ermordung Walther Rathenaus und 1927 in Wien den Massenaufruhr vor dem brennenden Justizpalast miterlebt hatte. Was ist eine Masse? Warum geht von einer Masse eine Faszination aus, der man sich als Einzelner kaum entziehen kann? Wie bildet sich eine Masse und welchen „Gesetzmäßigkeiten“ folgt die eigentlich chaotische Menschenansammlung? Massenbewegungen sind ein Phänomen der Moderne. Die Beschäftigung mit dem Thema ist in den 1930er bis 1960er Jahren sehr populär. Die politische Wirksamkeit von Massenbewegungen sind seit der Französischen Revolution unbestritten. Mit der Herausbildung der Arbeiterklasse wird die gesellschaftliche Rolle der Masse noch mehr betont. Grundthese Canettis ist, dass das auf räumliche Abgrenzung bedachte Individuum in der Masse seine gesellschaftlichen Zwänge sowie Berührungs- und Todesängste ablegen kann. Soziale Unterschiede werden nivelliert, und der Mensch erhält seine Freiheit zurück.
Den psychologischen Prozess, der sich innerhalb der Masse abspielt, nennt Canetti „Entladung“. In Anlehnung an Freud entwickelt er die These, dass Menschen neben den Grundbedürfnissen nach Essen, Trinken und Zuneigung auch einen Massentrieb besitzen. Dabei verliert die Masse ihre ursprüngliche negative Konnotation. Massen erscheinen als etwas Natürliches und Notwendiges.
Canetti unterscheidet geschlossene und offene Massen. Baulich geschlossene Massen beispielsweise sind meist „institutionalisierte Massen“ der Kirchen. Sie besitzen Regeln und Zeremonien, welche die Masse „abfangen“. „Lieber eine sichere Kirche voll von Gläubigen als die unsichere ganze Welt.“ Die Institution stellt demnach eine Zähmung des Massetriebes dar.
Die Offene Masse ist voller Zerstörungssucht und in der Moderne meist frei von Religiösem. Sie besitzt das vornehmliche Ziel zu wachsen. Sie benötigt eine „Richtung“, ein Ziel, das außerhalb jedes Einzelnen liegt sowie einen „Rhythmus“, der ihren Zusammenhalt sichert. Zur Bildung einer Masse bedarf es oft eines „Massenkristalls“, einer festen beständigen Gruppe, um welche die Masse wachsen kann.
Ein weiteres Unterscheidungsmerkmal der Massen ist der „tragende Affekt“: Demnach unterscheiden sich die Hetzmasse, die auf Töten aus ist und auch im Tierreich vorkommt, die Fluchtmasse, ebenso aus dem Tierreich bekannt, die Verbotsmasse, die sich gegen bestehende Regeln auflehnt, die sie nicht mehr befolgen will, die Umkehrungsmasse, die sich gegen die ehemaligen Machthaber richtet, und die Festmasse.
Des Weiteren leitet Canetti in dieser Arbeit das menschliche Machtgefühl aus der Konfrontation mit dem Tod und dem Erlebnis des Überlebens ab. Masse und Macht wurde zu Canettis bekanntestem, aber auch umstrittensten Buch.

## Werke

### Originalausgaben

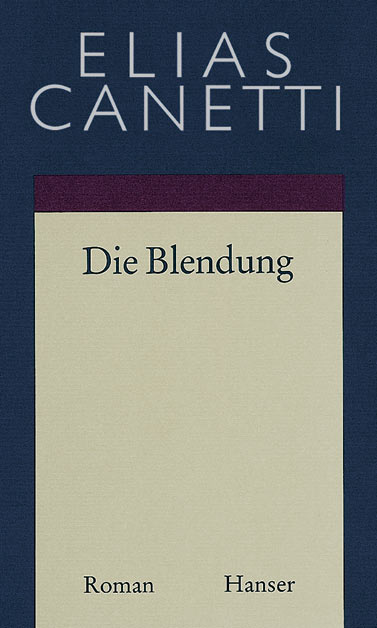
Die Blendung

- Die Blendung. Roman. Reichner, Wien 1936.
- Fritz Wotruba. Vorwort von Klaus Demus. Rosenbaum, Wien 1955.
- Masse und Macht. Claassen, Hamburg 1960.
- Die Befristeten. Drama. Hanser, München 1964; 2. Auflage ebenda 1982, ISBN 3-446-13567-7.
- Hochzeit. Drama. Hanser, München 1964; 2. A. ebd. 1981, ISBN 3-446-13467-0.
- Komödie der Eitelkeit. Drama in drei Teilen. Hanser, München 1964, ISBN 3-446-10941-2, Reclam, Stuttgart 1986, ISBN 3-15-007678-1.
- Aufzeichnungen 1942–1948. 1965.
- Die Stimmen von Marrakesch. Aufzeichnungen nach einer Reise. 1968.
- Der andere Prozeß. Kafkas Briefe an Felice. 1969. (Wieder abgedruckt in Prozesse. Über Franz Kafka. Hrsg. v. Susanne Lüdemann und Kristian Wachinger. Hanser, München 2019.)
- Alle vergeudete Verehrung. 1970. Reihe Hanser 50
- Die gespaltene Zukunft. Aufsätze und Gespräche, 1972. Reihe Hanser 111
- Die Provinz des Menschen. Aufzeichnungen 1942–1972. 1973.
- Der Ohrenzeuge. Fünfzig Charaktere. 1974.
- Das Gewissen der Worte. Essays. 1975.
- Die gerettete Zunge. Geschichte einer Jugend. 1977 (= Autobiografie, Teil 1), Fischer Verlag, Frankfurt am Main 1979, ISBN 3-596-22083-1.
- Die Fackel im Ohr. Lebensgeschichte 1921–1931, Hanser, 1980 (= Autobiografie, Teil 2), Fischer Verlag, Frankfurt am Main 1982, ISBN 3-596-25404-3.
- Das Augenspiel. Lebensgeschichte 1931–1937, 1985 (= Autobiografie, Teil 3), Fischer Verlag, Frankfurt am Main 1988, ISBN 3-596-29140-2.
- Das Geheimherz der Uhr. Aufzeichnungen 1973–1985. 1987.
- Die Fliegenpein. Aufzeichnungen. 1992.
- Nachträge aus Hampstead. Aus den Aufzeichnungen 1954–1971. 1994.
- Aufzeichnungen 1992–1993. 1996.
- Aufzeichnungen 1973–1984. 1999.
- Über Tiere. Mit einem Nachwort von Brigitte Kronauer. Hanser, München 2002
- Party im Blitz. Die englischen Jahre. 2003 (= Autobiografie, Teil 4).
- Über den Tod. Hanser, München 2003.
- Über die Dichter. Mit einem Nachwort von Peter von Matt. Hanser, München 2004, ISBN 3-446-20470-9.
- Aufzeichnungen für Marie-Louise. Hanser, München 2005.
- Aufsätze – Reden – Gespräche. Hanser, München 2005, ISBN 3-446-18520-8 (= Gesammelte Werke, Band 10).
- Briefe an Georges (mit Veza Canetti). Hanser, München 2006, ISBN 3-446-20760-0; Fischer Taschenbuch, Frankfurt am Main 2009, ISBN 978-3-596-18184-1.
- Liebhaber ohne Adresse. Briefwechsel 1942–1992 (mit Marie-Louise von Motesiczky). Hanser, München 2011, ISBN 978-3-446-23735-3.
- Rudolf Hartung. Briefe, Autobiographisches und Fotos. Hrsg. v. Bernhard Albers. Rimbaud, Aachen 2011, ISBN 978-3-89086-470-9.
- Das Buch gegen den Tod. Mit einem Essay von Peter von Matt. Hanser, München 2014, ISBN 978-3-446-24467-2 (auf Canettis Wunsch postum erschienen).
- Prozesse. Über Franz Kafka. Hrsg. v. Susanne Lüdemann und Kristian Wachinger. Hanser, München 2019, ISBN 978-3-446-26370-3.

### Sammelausgaben
- Dramen: Hochzeit – Komödie der Eitelkeit – Die Befristeten. Hanser, München 1964; Fischer Taschenbuch, Frankfurt am Main 1978, ISBN 3-596-27027-8.
- Gesammelte Werke. 10 Bände in Einzelausgaben. Hanser, München 1992–2005.
- Werke. 13 Bände und ein Begleitband Wortmasken in Kassette. Fischer Taschenbuch, Frankfurt am Main 1995, ISBN 3-596-13050-6.

## Tonträger
- Elias Canetti liest Der Ohrenzeuge – Charaktere (1 LP) (Deutsche Grammophon 2570 003), 1975.
- Die gerettete Zunge und Der Ohrenzeuge – Ausschnitte der Lesung in Hoser’s Buchhandlung am 6. Oktober 1978 (1 LP) (Hoser’s Buchhandlung, Stuttgart, ohne Nummer), ISBN 3-921414-03-2
- Das Hörwerk 1953–1991 (2 CD). Prosa, Dramen, Essays, Vorträge, Reden, Gespräche. Zweitausendeins Verlag, Frankfurt am Main 2006.
- Die Blendung, mit Manfred Zapatka, Birgit Minichmayr u. a. Der Hörverlag, München 2013, ISBN 978-3-86717-893-8. 12 CD.

## Auszeichnungen und Ehrungen

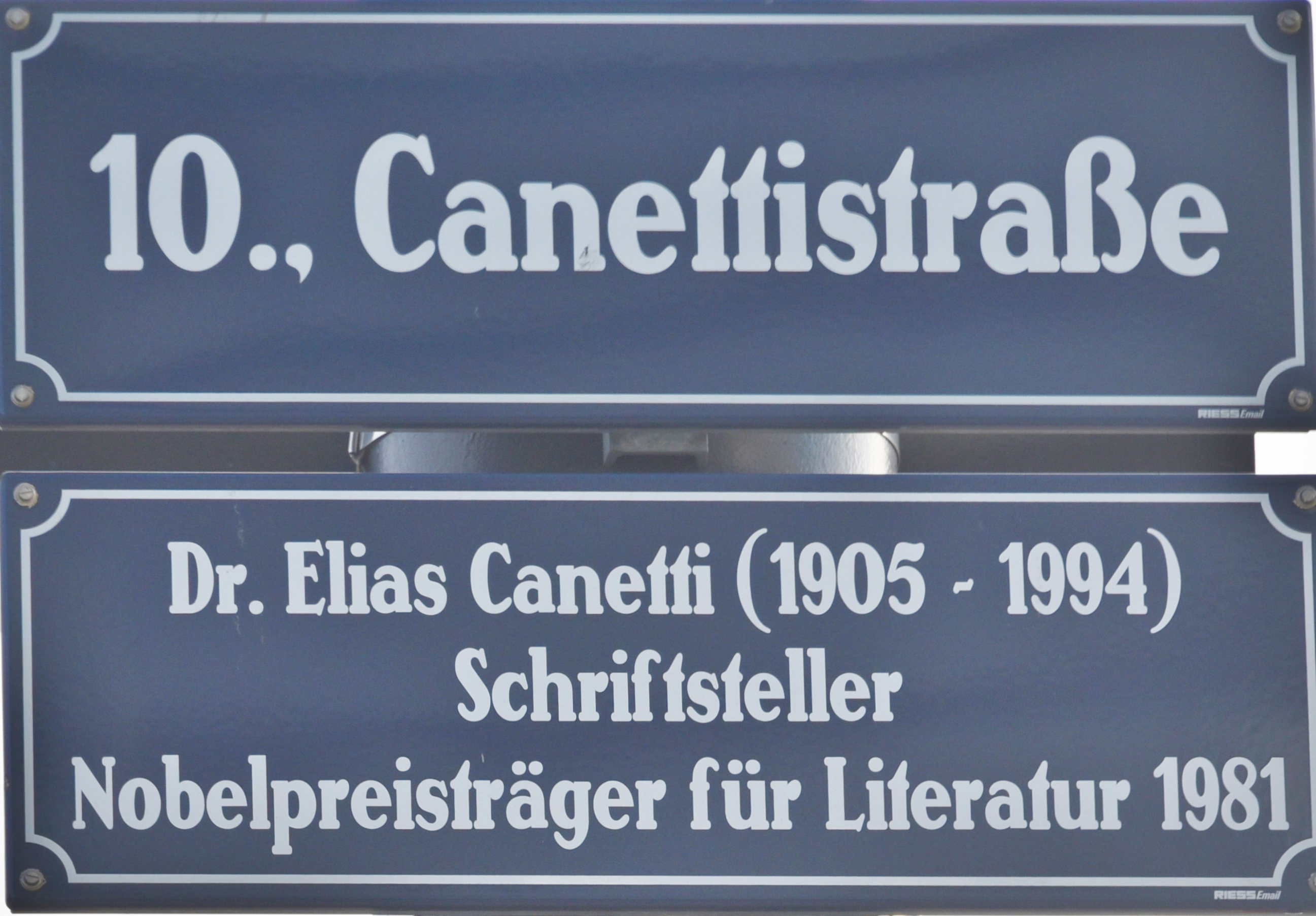
Straßenschild in Wien-Favoriten

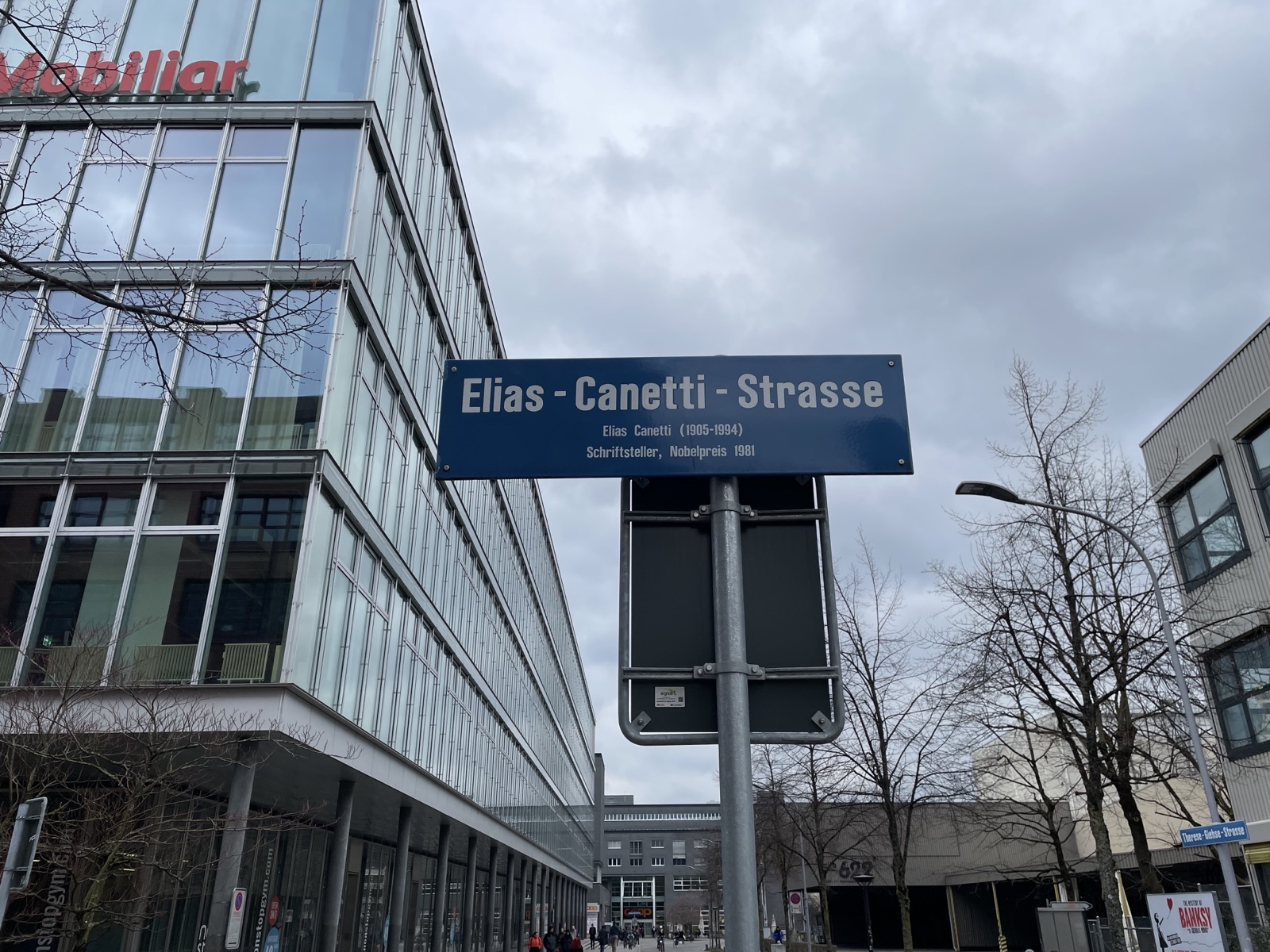
Elias-Canetti-Strasse in Zürich

- 1949: Prix du Meilleur livre étranger, Frankreich, für Die Blendung
- 1966: Deutscher Kritikerpreis
- 1966: Literaturpreis der Stadt Wien (16. Mai)[19]
- 1967: Großer Österreichischer Staatspreis für Literatur (Übergabe am 25. Januar 1968)[19]
- 1969: Literaturpreis der Bayerischen Akademie der Schönen Künste
- 1971: Ehrengabe des Kulturkreises der deutschen Wirtschaft im BDI e. V.[20]
- 1972: Georg-Büchner-Preis der Deutschen Akademie für Sprache und Dichtung
- 1972: Österreichisches Ehrenzeichen für Wissenschaft und Kunst (31. Oktober)[19]
- 1975: Nelly-Sachs-Preis
- 1975: Franz-Nabl-Preis der Stadt Graz
- 1977: Gottfried-Keller-Preis
- 1979: Pour le Mérite
- 1980: Johann-Peter-Hebel-Preis des Landes Baden-Württemberg
- 1981: Nobelpreis für Literatur
- 1981: Franz-Kafka-Preis der Stadt Klosterneuburg
- 1983: Großes Verdienstkreuz der Bundesrepublik Deutschland
- 1984: Ehrenmitglied (Foreign Honorary Member) der American Academy of Arts and Letters[21]
- 1985: Ehrenbürger der Stadt Wien (26. April, Festakt am 22. April 1986)
- 1996: Elias-Canetti-Strasse in Zürich
- 2004: Benennung des Canetti Peak auf der Livingston-Insel, Südliche Shetlandinseln, Antarktis[22]
- 2010: Benennung der Canettistraße in Wien-Favoriten[23]

Erstmals im Jahr 1969 wurde Canetti für den Nobelpreis für Literatur vorgeschlagen, und zwar von Keith Spalding, Professor für Deutsche Philologie am University College of North Wales, Bangor.

## Literatur

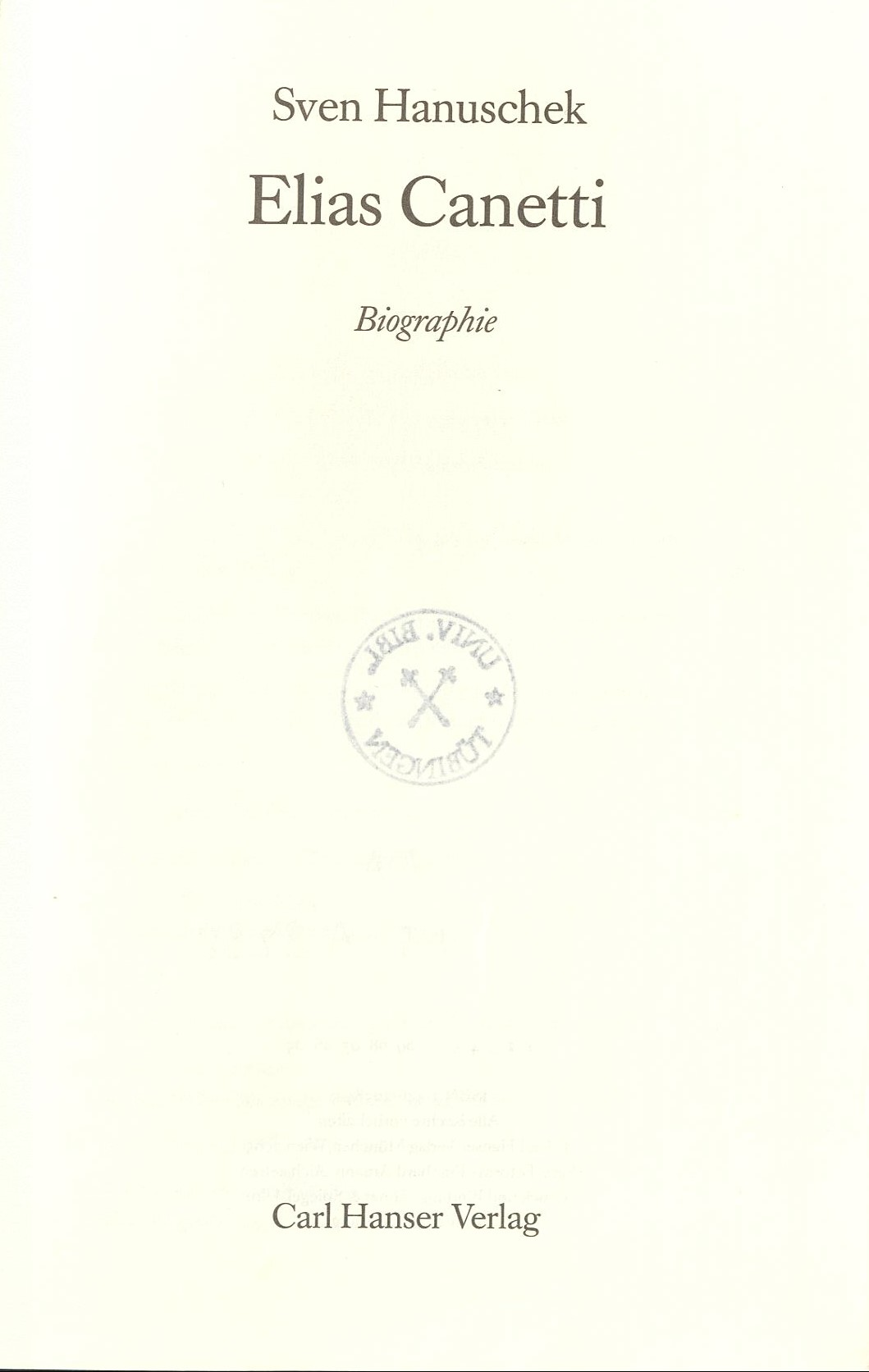
Sven Hanuschek (2005)